# Шевчук Микита Сергійович
Микита Сергійович Шевчук (липень 1904 — ?) — радянський діяч, 1-й секретар Лисичанського районного комітету КП(б)У Ворошиловградської області, секретар Ворошиловградського та Чернігівського обласних комітетів КП(б)У.

## Життєпис
Член ВКП(б) з 1927 року.
До 1938 року — 2-й секретар Лисичанського районного комітету КП(б)У Ворошиловградської області.
З жовтня (затв.) 1938 до січня 1940 року — 1-й секретар Лисичанського районного комітету КП(б)У Ворошиловградської області.
7 січня 1940 — липень 1942 року — заступник голови виконавчого комітету Ворошиловградської обласної ради депутатів трудящих та голова Ворошиловградської обласної планової комісії.
Під час німецько-радянської війни був працівником оперативної групи при військовій раді Південного фронту.
До липня 1943 року — заступник завідувача організаційно-інструкторського відділу ЦК КП(б)У.
У липні 1943 — березні 1948 року — секретар Ворошиловградського обласного комітету КП(б)У з пропаганди і агітації.
До грудня 1949 року навчався у Вищій партійній школі при ЦК ВКП(б).
У грудні 1949 — вересень 1952 року — секретар Ворошиловградського обласного комітету КП(б)У з питань пропаганди і агітації.
У вересні 1952 — 11 січня 1963 року — секретар Чернігівського обласного комітету КПУ з питань пропаганди і агітації.
11 січня 1963 — 7 грудня 1964 року — секретар Чернігівського сільського обласного комітету КПУ з питань пропаганди і агітації.
Потім — на пенсії в місті Чернігові.

## Нагороди
- два ордени Трудового Червоного Прапора (23.01.1948, 26.02.1958)
- медаль «За перемогу над Німеччиною у Великій Вітчизняній війні 1941—1945 рр.» (1945)
- медалі
- Почесна грамота Президії Верховної Ради Української РСР (8.07.1964)